# Jürgen Thiele
Jürgen Thiele (* 8. August 1959 in Altenburg) ist ein ehemaliger Ruderer aus der DDR. Er gewann 1980 eine olympische Goldmedaille im Vierer ohne Steuermann.
Mit dem Vierer ohne wurde Thiele 1976 Jugendweltmeister und belegte 1977 den zweiten Platz. 1978 und 1979 ruderte Thiele im zweiten Vierer des SC DHfK Leipzig. Einige Wochen vor den Olympischen Spielen 1980 in Moskau verletzte sich Wolfgang Mager an der Hand. Thiele rückte als Ersatzmann zu den Olympiasiegern und Weltmeistern Siegfried Brietzke, Andreas Decker und Stefan Semmler ins Boot. Bei der Rotsee-Regatta stellte das Boot mit Thiele einen neuen Streckenrekord mit 5:59,18 Minuten auf. In Moskau bei der olympischen Regatta gewann das Boot in 6:08,17 Minuten mit deutlichem Vorsprung auf das sowjetische Boot. Für diesen Erfolg wurde er mit dem Vaterländischen Verdienstorden in Silber ausgezeichnet.
Während seine Partner aus dem Olympiasiegerboot ihre Karriere nach den Spielen in Moskau beendeten, rückte Thiele in die Nationalmannschaft auf. 1981 wurde er bei der Weltmeisterschaft Vierter mit dem DDR-Achter, 1983 belegte er mit dem Vierer ohne den vierten Platz.
Thiele ist ausgebildeter Elektronik-Facharbeiter. Er hatte bei der Reichsbahn gelernt und arbeitete lange auf dem Leipziger Hauptbahnhof. Später wechselte er zum TÜV.